# لابريا (مسلسل)
لابريا (بالإنجليزية: La Brea)‏ هو مسلسل دراما أمريكي تم عرضه على هيئة الإذاعة الوطنية في 28 سبتمبر 2021،في نوفمبر 2021 تم تجديد المسلسل لموسم ثاني.

## روابط خارجية
لابريا على موقع IMDb (الإنجليزية)
- لابريا على موقع ميتاكريتيك (الإنجليزية)
- لابريا على موقع روتن توميتوز (الإنجليزية)
- لابريا على موقع فيلمافينيتي (الإسبانية)
- لابريا على موقع كينوبويسك (الروسية)
- لابريا على موقع ألو سيني (الفرنسية)
- لابريا على موقع قاعدة بيانات الفيلم (الإنجليزية)